# El Norte (película de 1983)
El Norte es una película dramática independiente de 1983, dirigida por Gregory Nava. El guion fue escrito por Gregory Nava y Anna Thomas, basado en la historia de Nava. La película se presentó por primera vez en el Festival de Cine de Telluride en 1983 y su estreno general fue en enero de 1984. 
El drama presenta a Zaide Silvia Gutiérrez y David Villalpando, en sus primeros papeles cinematográficos, como dos jóvenes indígenas que huyen de Guatemala debido a la persecución étnica y política de la guerra civil de Guatemala.  Se dirigen al norte y viajan a través de México hasta Estados Unidos, llegando a Los Ángeles, California, después de un arduo viaje.
La película fue financiada en parte por el Public Broadcasting Service (PBS), un servicio de televisión pública sin fines de lucro en los Estados Unidos.
El Norte recibió una nominación a los premio Óscar al mejor guion original  en 1985, la primera película independiente latinoamericana en recibir ese honor.  En 1995, la película fue seleccionada para su conservación en el National Film Registry de los Estados Unidos en la Biblioteca del Congreso por ser "cultural, histórica o estéticamente significativa". 

## Trama
El equipo de redacción de Nava y Thomas dividió la historia en tres partes:

### Arturo Xuncax
La primera parte tiene lugar en un pequeño pueblo rural guatemalteco llamado San Pedro y presenta a la familia Xuncax, un grupo de indígenas mayas. Arturo es recolector de café y su esposa ama de casa. Arturo le explica su visión del mundo a su hijo Enrique y cómo le va al indio en la vida guatemalteca, señalando que "para los ricos, el campesino es sólo un par de brazos fuertes".  Arturo y su familia discuten entonces la posibilidad de ir a Estados Unidos donde "toda la gente, incluso los pobres, tienen su propio coche".
Debido a sus intentos de formar un sindicato entre los trabajadores, Arturo y los demás organizadores son atacados y asesinados por tropas gubernamentales cuando un compañero de trabajo es sobornado para que los traicione, se ve la cabeza cortada de Arturo colgando de un árbol.  Cuando Enrique intenta trepar al árbol que exhibe la cabeza de su padre, un soldado lo ataca. Enrique pelea y mata al atacante, luego escapa con su hermana Rosa y se esconde en una casa segura hasta la mañana. Enrique y Rosa escapan así de la captura, sólo para descubrir que muchos de sus compañeros del pueblo han sido detenidos por los soldados. La madre de los niños también "desaparece": secuestrada por soldados. Entonces, con el dinero que les regaló su madrina, Enrique y Rosa deciden huir de Guatemala, su tierra natal, y poner rumbo al norte.

### Coyote
Durante la segunda parte de la película los dos adolescentes huyen de Guatemala, viajan por México y conocen a un coyote mexicano que los guía a través de la frontera. Esta sección incluye varias escenas cómicas relacionadas con los estereotipos mutuos entre diferentes grupos étnicos: Los dos intentan hacerse pasar por indígenas mexicanos, pero no lograron convencer a un camionero mexicano después de nombrar el destino equivocado, pero luego logran convencer a un oficial de la Patrulla Fronteriza de los Estados Unidos. al salpicar copiosamente sus respuestas con la palabra mexicana para "joder", que el vecino había sugerido era cómo hablan todos los mexicanos. 
Así, Enrique y Rosa sólo son deportados a un pueblo fronterizo en México y no a Guatemala, lo que les da una base para un segundo intento de cruzar la frontera. Después de su primer intento fallido de cruzar la "frontera", donde un hombre que se hace pasar por un coyote los engaña e intenta robarles, tienen una experiencia horrible cuando finalmente cruzan la frontera entre Estados Unidos y México a través de una tubería de alcantarillado llena de ratas. El crítico Roger Ebert señaló:

La escena es horrible, sobre todo porque está bastante claro que se trata de ratas reales. Ratas libres de enfermedades compradas en un laboratorio, sí, pero ratas reales de todos modos, y aunque Gutiérrez tenía fobia a las ratas, insistió en hacer sus propias escenas y su pánico es real.

### El Norte
En la parte final de la película Rosa y Enrique descubren las dificultades de vivir en Estados Unidos sin documentación oficial. El hermano y la hermana encuentran trabajo y un lugar para vivir y al principio se sienten bien con su decisión. Sin embargo, Rosa casi se ve atrapada en una redada de inmigración y debe encontrar un nuevo trabajo. Trabaja como empleada doméstica y se queda perpleja cuando su empleador anglosajón le muestra una lavadora. Enrique se convierte en ayudante de camarero y, a medida que sus clases de inglés comienzan a mejorar su dominio del idioma, asciende al puesto de ayudante de camarero. Más tarde se le acerca una mujer de negocios que le ofrece un trabajo mejor remunerado en Chicago como capataz, que inicialmente rechaza; él también encuentra problemas cuando un celoso compañero de trabajo chicano lo denuncia a inmigración, lo que lo hace huir del restaurante y buscar a la empresaria.
Cuando Enrique finalmente decide asumir el cargo, Rosa enferma gravemente de tifus contraído por las mordeduras de rata que recibió durante el cruce de la frontera. Cuando esto sucede, Enrique debe tomar la dura decisión de perder el vuelo a Chicago para estar a su lado, y así pierde el puesto. Mientras Enrique visita el hospital, Rosa lamenta que no vivirá para disfrutar los frutos de su angustioso viaje a Estados Unidos. Rosa resume el tema principal de la película cuando le dice a Enrique:

En nuestra propia tierra no tenemos hogar. Quieren matarnos... En México sólo hay pobreza. Tampoco podemos construir un hogar allí. Y aquí en el norte no somos aceptados. ¿Cuándo encontraremos un hogar, Enrique? Quizás cuando muramos, encontremos un hogar.

Después de la muerte de Rosa, se muestra a Enrique una vez más esperando con los otros aspirantes a jornaleros en un estacionamiento, ofreciendo sus servicios a un hombre que busca "brazos fuertes". La crítica Renee Scolaro Rathke observa: "Es amargo comprender que las palabras de Arturo acerca de que los pobres no son más que armas para los ricos son ciertas incluso en El Norte". 
Aunque Enrique vuelve a tener un empleo temporal, se distrae con inquietantes ensoñaciones sobre los deseos perdidos de su hermana de una vida mejor. La toma final de la película muestra nuevamente una cabeza cortada colgando de una cuerda, que puede ser la misma imagen utilizada en la primera parte de la película, un crítico ha comentado que una cabeza cortada y colgada es "un recurso simbólico utilizado en algunas películas latinas para indicar que el personaje se ha suicidado". 

## Elenco
- Zaide Silvia Gutiérrez como Rosa Xuncax
- David Villalpando como Enrique Xuncax
- Ernesto Gómez Cruz como Arturo Xuncax
- Alicia del Lago como Lupe Xuncax
- Lupe Ontiveros como Nacha
- Trinidad Silva como Monte Bravo
- Enrique Castillo como Jorge
- Tony Plana como Carlos
- Diane Cary como Alice Harper
- Mike Gomez como Jaime

## Trasfondo
Los orígenes de El Norte son las experiencias del director en San Diego, California, donde creció. Nava provenía de una familia fronteriza y tiene parientes del otro lado en Tijuana, Baja California. Cuando era joven, cruzaba la frontera varias veces a la semana, preguntándose a menudo quién vivía en todas esas chozas de cartón del lado mexicano.
Para la investigación, los productores de El Norte aprendieron sobre la difícil situación de los indígenas guatemaltecos a través de años de investigación, gran parte de ella realizada entre exiliados que viven en el sur de California. Nava dijo: "Hay cientos de miles de refugiados de América Central sólo en Los Ángeles. Nadie sabe el número exacto, pero una investigación televisiva reciente estimó entre 300.000 y 400.000. En nuestra propia investigación, nos encontramos con una comunidad de mayas de Guatemala: 5.000 de una aldea, ahora en Los Ángeles. La aldea original, que ahora está muerta, tenía 15.000." 
Annette Insdorf de The New York Times escribió que Nava discutió la naturaleza singular de la frontera entre Estados Unidos y México. Nava dijo:
La frontera es única: el único lugar en el mundo donde una nación industrializada del primer mundo comparte la frontera con un país del tercer mundo. En California, es sólo una valla: de un lado están los barrios marginales de Tijuana, del otro lado, San Diego. ¡Es tan gráfico! Este fue el germen de la historia. 
La película se ha convertido en un elemento básico de las clases de español y geografía humana de las escuelas secundarias en todo Estados Unidos y de los estudios de multiculturalismo en la universidad.

### Financiación
Nava y Anna Thomas pasaron dos años recaudando dinero para El Norte, pero no buscaron estudios de cine ni cadenas de televisión porque mucho de lo que hace especial a El Norte habría estado en peligro si un estudio importante hubiera estado involucrado en el proceso de realización cinematográfica.
La financiación de la película corrió a cargo de American Playhouse de PBS (50%) y el resto en preventas. Una de esas preventas se realizó en el Canal 4 del Reino Unido 

## Temas

### Realismo mágico
Partes de El Norte brindan un ejemplo de cómo el realismo mágico latinoamericano, que se encuentra principalmente en las novelas, ha sido representado en una película teatral.    Ann Hornaday de The Washington Post escribió: " El Norte fue fundamental, tanto por su elegante combinación de narrativa clásica y realismo mágico, como por el poder con el que dio vida a un mundo que de otro modo sería invisible". 

### Visión indígena e intolerancia
El Norte retrata un punto de vista amerindio y esto se ejemplifica en la religión que siguen. Un ejemplo es cuando Rosa Xuncax canta el elogio en el funeral de su padre y su tema religioso nativo americano-maya. Una creencia tradicional maya es que la vida tiene una naturaleza cíclica.  Rosa canta en su lengua maya:

Sólo vinimos a dormir, a soñar. Todas las cosas nos son prestadas. Estamos en la Tierra sólo de pasada.

En todo El Norte, los jóvenes Rosa y Enrique y su familia son objeto de muchos epítetos, odio e intolerancia debido a su herencia indígena. Cuando el padre Arturo mata sin darse cuenta a un soldado, por ejemplo, un ladino grita:

¡Esa bastarda india mató a Puma!

Y, cuando Rosa y Enrique llegan a su destino en México, un pasajero les grita a los tímidos jóvenes mayas:

Hemos llegado a Tijuana, malditos indios.

### Éxodo guatemalteco
David Villalpando, el actor que interpretó a Enrique Xuncax, concedió una entrevista a Lear Media sobre lo que significó la película para él y por qué cree que la película es importante. Villalpando dijo:

Hace quince años, los indígenas de Guatemala vivían un cruel exterminio que los obligó a huir hacia México y Estados Unidos. Este éxodo duró una década y medio millón de guatemaltecos hicieron el viaje a Estados Unidos en busca de asilo y refugio... "El Norte" se convirtió en un poderoso elemento de lucha, creció en audiencia, buscó audiencias y salió de los cines para contar. es verdad.

## Producción
Cuando Nava y su equipo de producción fueron, más o menos, expulsados de México durante el rodaje de la película, tuvo que recrear un pueblo mexicano en California. Nava dijo: "Estábamos filmando en México durante el final de la presidencia de López Portillo, uno de los últimos caciques anticuados que gobernaron México. Un día, hombres con ametralladoras se apoderaron del set. Me apuntaban con armas a la cabeza. ". Nos vimos obligados a cerrar la producción, pagar sobornos para salir del país, luchar para recuperar nuestros trajes y empezar a rodar de nuevo en California. Irónicamente, en Estados Unidos nuestros extras eran verdaderos refugiados mayas. Eran las personas sobre las que trataba la película." 
Nava cuenta la historia de que, en un momento, la policía mexicana secuestró a su contador y lo retuvo para pedir un rescate, y al mismo tiempo, sus padres tuvieron que hacerse pasar por turistas para poder sacar del país de contrabando películas expuestas en sus maletas. 

### Locaciones de filmacion
La película se rodó en México y California. En México las locaciones fueron Chiapas, Morelos, México, DF y Tijuana. En California, las ubicaciones fueron San Diego y Los Ángeles.

## Distribución
La película se estrenó en Escocia el 11 de octubre de 1983. El 11 de diciembre de 1983, la película se estrenó en la ciudad de Nueva York y el 27 de enero de 1984 se estrenó en todo el mundo.
Se proyectó en la sección Un certain regard del Festival de Cine de Cannes de 1984. 
En mayo de 2000 se relanzó una versión del director 
La película fue relanzada en cines por Fathom Events en asociación con Lionsgate el 15 de septiembre de 2019, seguida de un lanzamiento digital dos días después, para conmemorar su 35 aniversario, y contó con nuevas entrevistas con el director Gregory Nava y las dos estrellas de la película, Zaide. Silvia Gutiérrez y David Villalpando.   La película fue conservada por el Academy Film Archive en 2017. 

## Recepción

### Respuesta crítica
Cuando se estrenó, el personal de Variety describió la película como la "primera epopeya independiente estadounidense". 
En su reseña de cuatro estrellas, el crítico de cine Roger Ebert se mostró satisfecho con el trabajo de Nava y Thomas y lo comparó con una película clásica de antaño, escribiendo: " El Norte (1983) cuenta su historia con una belleza visual asombrosa, con un melodrama descarado, con ira fermentado por la esperanza. Es The Grapes of Wrath para nuestro tiempo". 
En una escena en la que los personajes cruzan a California por medio de un túnel de alcantarillado infestado de ratas y emergen a una vista de San Diego, el crítico de Commonweal Tom O'Brien escribió: "... la escena resume su rara fuerza". 
Los críticos de cine Frederic y Mary Ann Brussat del sitio web Spirituality and Practice quedaron conmovidos por la historia de Nava y Thomas y la atención que prestan a las raíces nativas del personaje, y escribieron: "La atención de Nava a los detalles, particularmente la belleza estética y religiosa de la cultura india., y su simpatía por la vida interior de los protagonistas elevan esta historia por encima de sus momentos melodramáticos y hacen que la historia sea memorable". 
Algunos críticos de cine se opusieron a lo que consideraban el final demasiado triste de la película, como escribió Vincent Canby de The New York Times: "Hasta su final arbitrariamente trágico, El Norte parece a punto de hacer una de las declaraciones sociopolíticas más audazmente originales y satíricas de la historia. "Se puede encontrar en una película sobre Estados Unidos como una tierra de poder y de oportunidades". Sin embargo, Canby encontró la actuación de primer nivel y notó el realismo que aportan a sus tareas. Y añadió: "El señor Nava no es condescendiente con su 'gente pequeña'. Esto tiene algo que ver con la calidad directa y poco actoral de las actuaciones, especialmente de Zaide Silvia Gutiérrez como Rosa y David Villalpando como Enrique, dos espléndidos actores mexicanos". 
Rotten Tomatoes informó que el 92% de los críticos dieron a la película una crítica positiva, según 60 críticas. 

### Reconocimientos

#### Premios
- Festival Mundial de Cine de Montreal: Grand Prix des Amériques, Gregory Nava, 1984.

#### Nominaciones
- Premios de la Academia : Óscar; Mejor Guion Escrito Directamente para la Pantalla, Gregory Nava y Anna Thomas; 1985. [27]
- Gremio de Escritores de América Este: Premio WGA, mejor guion escrito directamente para la pantalla, Gregorio Nava y Anna Thomas, 1985.

- En 1995, la película fue seleccionada para su conservación por el Registro Nacional de Cine de Estados Unidos. [28]

## Banda sonora
La banda sonora de la película fue producida en Francia por Island/Phono-Gram. El álbum fue producido por Gregory Nava y Danny Holloway. El CD incluye música original de la película de Los Folkloristas, Emil Richards y Linda O'Brian.
También cuenta con “La Canción de Rosa” cantada por la actriz Zaide Silvia Gutiérrez. Adagio para cuerdas del compositor estadounidense Samuel Barber apareció en dos puntos diferentes de la película. También contiene extractos del Primer Concierto para violonchelo y De Natura Sonoris No. 1 del compositor polaco Krzysztof Penderecki, el último de los cuales se utiliza dos veces. 

## Medios domésticos
The Criterion Collection lanzó El Norte en DVD y Blu-ray el 20 de enero de 2009. 